# AIDA (ген)
AIDA (англ. Axin interactor, dorsalization associated) – білок, який кодується однойменним геном, розташованим у людей на 1-й хромосомі. Довжина поліпептидного ланцюга білка становить 306 амінокислот, а молекулярна маса — 35 023.
| 10         |  | 20         |  | 30         |  | 40         |  | 50         |
| ---------- |  | ---------- |  | ---------- |  | ---------- |  | ---------- |
| MSEVTRSLLQ |  | RWGASFRRGA |  | DFDSWGQLVE |  | AIDEYQILAR |  | HLQKEAQAQH |
| NNSEFTEEQK |  | KTIGKIATCL |  | ELRSAALQST |  | QSQEEFKLED |  | LKKLEPILKN |
| ILTYNKEFPF |  | DVQPVPLRRI |  | LAPGEEENLE |  | FEEDEEEGGA |  | GAGSPDSFPA |
| RVPGTLLPRL |  | PSEPGMTLLT |  | IRIEKIGLKD |  | AGQCIDPYIT |  | VSVKDLNGID |
| LTPVQDTPVA |  | SRKEDTYVHF |  | NVDIELQKHV |  | EKLTKGAAIF |  | FEFKHYKPKK |
| RFTSTKCFAF |  | MEMDEIKPGP |  | IVIELYKKPT |  | DFKRKKLQLL |  | TKKPLYLHLH |
| QTLHKE     |  |            |  |            |  |            |  |            |

A: Аланін

C: Цистеїн

D: Аспарагінова кислота

E: Глутамінова кислота

F: Фенілаланін

G: Гліцин

H: Гістидин

I: Ізолейцин

K: Лізин

L: Лейцин

M: Метіонін

N: Аспарагін

P: Пролін

Q: Глутамін

R: Аргінін

S: Серин

T: Треонін

V: Валін

W: Триптофан

Кодований геном білок за функціями належить до білків розвитку, фосфопротеїнів. 
Задіяний у такому біологічному процесі, як альтернативний сплайсинг. 